# Theridion cavipalpe
Theridion cavipalpe är en spindelart som först beskrevs av F. O. Pickard-Cambridge 1902.  Theridion cavipalpe ingår i släktet Theridion och familjen klotspindlar.
Artens utbredningsområde är Guatemala. Inga underarter finns listade i Catalogue of Life.